# Hybrid
Hybrid é uma dupla galesa de música eletrônica formada em 1996, e composta inicialmente por Mike Truman, Chris Healings, e Lee Mullin. 
Mullin deixou o grupo em 2000, e uma nova integrante, Charlotte Truman, ingressou nos vocais a partir de 2007. Em 2015, Healings anuncia sua saída do grupo, atualmente formado por Mike, e Charlotte Truman, sendo Mike o único fundador remanescente.
Lançaram seu primeiro álbum, Wide Angle, em 1999, com a participação de Julee Ann Cruise nos vocais, que lhe renderam aclamação da crítica pelos singles "If I Survive", e "Finished Symphony".
Ao longo dos anos produziram remixes para dezenas de artistas como Alanis Morissette, Moby, e New Order. A partir de 2004, começaram a colaborar com Tony Scott na produção de trilha sonora para vários de seus títulos de longa-metragem. Além disso, o grupo trabalhou na trilha sonora de jogos eletrônicos, como em Ghost Recon: Future Soldier.

## Discografia
Álbuns de estúdio
- Wide Angle (1999)

- Morning Sci-Fi (2003)
- I Choose Noise (2006)
- Disappear Here (2010)
- Light of the Fearless (2018)
- Black Halo (2021)

Compilações
- Remix and Additional Production by... (2000)
- Hybrid Present Y4K (2004)
- Re_Mixed (2007)
- Soundsystem_01 (2008)
- Classics (2012)
- Shadow of the Fearless (2018)

Trilhas sonoras
- Man on Fire (2004)
- Domino (2005)
- Déjà Vu (2006)
- Catacombs (2007)
- The Chronicles of Narnia: Prince Caspian (2008)
- X-Men Origins: Wolverine (2009)
- The Taking of Pelham 123 (2009)
- Prince of Persia: The Sands of Time (2010)
- Unstoppable (2010)
- Fast Five (2011)
- Cowboys & Aliens (2011)
- Total Recall (2012)
- Dead in Tombstone (2013)
- The Equalizer (2014)
- Blackhat (2015)
- Billionaire Ransom (2016)
- Interlude in Prague (2017)

#### Jogos eletrônicos
- Juiced (2005)
- Ghost Recon: Future Soldier (2012)
- Driveclub (2014)